# چنگیز جلیلوند
چنگیز جلیلوند (۶ آبان ۱۳۱۹ – ۲ آذر ۱۳۹۹) دوبلور، مدیر دوبلاژ و بازیگر اهل ایران بود.
جلیلوند از سال ۱۳۳۶ مشغول به فعالیت بود و در استودیو قرن ٢١ و دیگر استودیو ها و در استودیو صدا و سیما مشغول به کار دوبلاژ بود. وی در تاریخ ۲ آذر ۱۳۹۹ بر اثر ابتلا به ویروس کرونا درگذشت.

## زندگی‌نامه
چنگیز جلیلوند در ۶ آبان ۱۳۱۹ در شیراز متولد شد. او کار هنر خود را در سال ۱۳۳۶ و با تئاتر به همراه ابوالحسن تهامی آغاز کرد.
چنگیز جلیلوند پس از انقلاب ۱۳۵۷ به مدت بیست سال در ایالات متحده آمریکا زندگی کرد و پس از آن به ایران بازگشت و کار دوبله را از سال ۱۳۷۷ سر گرفت. وی در چند مجموعهٔ تلویزیونی و فیلم سینمایی نیز بازی کرده‌است.
صدای جلیلوند قابلیت گویندگی به جای شخصیت‌های نقش اول با صلابت و تأثیرگذار سینمایی را فراهم کرده بود. او در گویندگی‌هایش قابلیت تیپ‌سازی را داشت و می‌توانست صداهای گوناگونی به وجود بیاورد. چنگیز جلیلوند در میان دوبلور های ایرانی، به «مرد حنجره‌طلایی» و «آقای دوبلهٔ ایران» شهرت داشت.
وی از معدود دوبلورانی بود که در تیپ‌سازی‌هایش می‌توانست با ۳ صدای باس، باریتون و تنور نقش بگوید.
از چنگیز جلیلوند در سال ۱۳۵۷ به عنوان یک دوبلور نمونهٔ جهانی نام برده شد. او به جای بازیگران سرشناس خارجی و داخلی بسیاری گویندگی کرده‌است. وی با تیپ‌سازی خلاقانهٔ خود، گویندهٔ اصلی نقش‌های مارلون براندو بود.
پرآوازه‌ترین گویندگی‌های جلیلوند در فیلم‌های سینمایی خارجی به‌جای مارلون براندو، رابرت دنیرو، سلمان خان، پل نیومن، برت لنکستر، ماکسیمیلیان شل، ریچارد برتون، پیتر اوتول، یول براینر، کلینت ایستوود، دین مارتین، سیلوستر استالونه، لیام نیسون، کنت برانا، رابرت داونی جونیور و در فیلم‌های سینمایی ایرانی به‌جای محمدعلی فردین، بهروز وثوقی، ناصر ملک مطیعی، ایرج قادری، سعید راد بودند.

## درگذشت
چنگیز جلیلوند در ۲ آذر ۱۳۹۹ بر اثر ابتلا به ویروس کرونا، در بیمارستان خاتم‌الانبیا تهران درگذشت. پیکر وی در ۵ آذر ۱۳۹۹ در قطعهٔ هنرمندان بهشت زهرا به خاک سپرده شد.

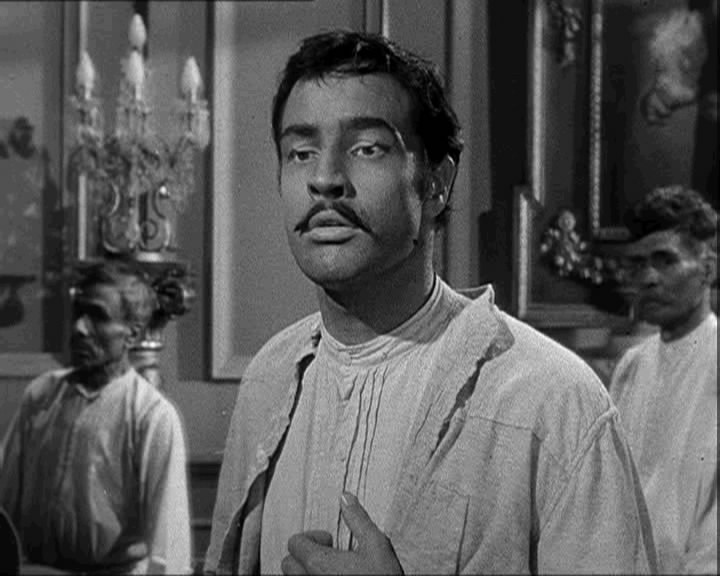
زنده باد زاپاتا! - مارلون براندو - از کارهای برجسته چنگیز جلیلوند

## صداپیشگی

### بازیگران داخلی
- محمد علی فردین در فیلم‌هایی چون گنج قارون، چرخ فلک، باباشمل، جوانمرد، کوچه مردها، سلطان قلب‌ها، آقای قرن بیستم، قصر زرین، حاتم طائی، خوشگل خوشگلا، سکه شانس، مرد هزار لبخند.
- بهروز وثوقی در فیلم کندو، ممل آمریکایی، ماه عسل، دشنه، ذبیح، بت، طوقی، نفس بریده، همسفر.
- ناصر ملک‌مطیعی در فیلم غلام ژاندارم، مرد، ناخدا، باباشمل، طوقی، چلچراغ، بت، بابا گلی به جمالت، صلات ظهر، سه قاپ، پاشنه طلا، نقره داغ.
- ایرج قادری در فیلم برادرکشی، حکم تیر، پلنگ در شب، دکتر و رقاصه، پشت و خنجر، شاهرگ، قفس، طغیانگر، عمو فوتبالی، کوسه جنوب، هوس، ترکمن، بی‌حجاب، هدف، ناخدا باخدا، دو کله‌شق.
- سعید راد در فیلم سفر سنگ.
- جمشید مشایخی در فیلم سوته دلان.
- محمدرضا گلزار در فیلم  سلام بمبئی
- حامد بهداد در فیلم جرمِ مسعود کیمیایی
- آرش مجیدی در سریال تلویزیونی از شبکه یک جلال‌الدین
- بهمن مفید در فیلم‌های نامحرم، حیدر، ساحره، رشید

### شخصیت‌های خارجی
| نقش                     | بازیگر                   | نام فیلم یا سریال               | نکات |
| ----------------------- | ------------------------ | ------------------------------- | --- |
| دریل دریکسون            | نورمن ریدس               | مردگان متحرک                    | |
| امیلیانو زاپاتا         | مارلون براندو            | زنده باد زاپاتا                 | محصول ۱۹۵۲، ساختهٔ الیا کازان؛ دوبلهٔ اول سال ۱۳۴۰ به مدیریت عطاالله کاملی در استدیو میثاقیه - دوبلهٔ دوم سال ۱۳۵۵ به مدیریت خودش |
| استنلی                  | مارلون براندو            | اتوبوسی به نام هوس              | محصول ۱۹۵۱ |
| ناپلئون بناپارت         | مارلون براندو            | دزیره                           | محصول ۱۹۵۴ |
| تری مالوی               | مارلون براندو            | در بارانداز                     | ساختهٔ الیا کازان |
| سر ویلیام والکر         | مارلون براندو            | کوئیمادا (بسوزان)               | محصول ۱۹۶۹ |
| جانی                    | مارلون براندو            | وحشی                            | محصول ۱۹۵۳ |
| اوگدن                   | مارلون براندو            | کنتسی از هنگ کنگ                | محصول ۱۹۶۷، ساختهٔ چارلی چاپلین                                                                                                 |
| ویکتور نواک             | ژرار کلاین               | معلم                            | محصول فرانسه و سوئیس ۲۰۰۵–۱۹۹۳ تنها سریال خارجی‌ای که چنگیز جلیلوند بعد از انقلاب در واحد دوبلاژ سیما به صداپیشگی پرداخت.       |
| لوید                    | مارلون براندو            | سایونارا                        | محصول ۱۹۵۷ |
| سندباد                  | برد پیت                  | انیمیشن سندباد: افسانه هفت دریا | محصول ۲۰۰۳ |
| دیو                     | رابی بنسون               | انیمیشن دیو و دلبر              | محصول ۱۹۹۱ |
| رابرت لی کلایتون تام    | مارلون براندو جک نیکلسون | میسوری از هم می‌پاشد             | محصول ۱۹۷۶ |
| پیتر                    | مارلون براندو            | شب روها                         | |
| مایلز هندون             | ارول فلین                | شاهزاده و گدا                   | محصول ۱۹۳۷ |
| مسیح                    | جفری هانتر               | شاه شاهان (فروغ بی پایان)       | محصول ۱۹۶۱ |
| بریک                    | پل نیومن                 | گربه روی شیروانی داغ            | دوبلهٔ سوم (مدیر دوبلاژ خسرو خسروشاهی)                                                                                          |
| ادی                     | پل نیومن                 | بیلیارد باز                     | محصول ۱۹۶۱ |
| گای                     | کلارگ گیبل               | ناجورها                         | محصول ۱۹۶۱ |
| روپرت                   | جیمز استیوارت            | طناب                            | ساختهٔ آلفرد هیچکاک |
| استیونز                 | ترنس هیل                 | اگه خدا ببخشه من نمی‌بخشم        | محصول ۱۹۶۷ |
| کول تورنتون             | جان وین                  | ال دورادو                       | محصول ۱۹۶۶ |
| رابرت استراد            | برت لنکستر               | پرنده باز آلکاتراز              | دوبلهٔ اول |
| راجر                    | کری گرانت                | شمال از شمال غربی               | ساختهٔ آلفرد هیچکاک، دوبلهٔ دوم                                                                                                  |
| دن فابریتزیو            | برت لنکستر               | یوزپلنگ                         | محصول ۱۹۶۳، ساختهٔ لوکینو ویسکونتی                                                                                              |
| سلیمان                  | یول برینر                | سلیمان و ملکه سبا               | ساختتهٔ ۱۹۵۹، دوبلهٔ اول |
| زوربا                   | آنتونی کوئین             | زوربای یونایی                   | محصول ۱۹۶۴ |
| سرهنگ پیر راسپگوی       | آنتونی کوئین             | فرمان گمشده                     | محصول ۱۹۶۶ |
| شاه هنری دوم            | پیتر اوتول               | شیر در زمستان                   | مدیر دوبلاژ: ابوالحسن تهامی |
| جان اسمیت               | ریچارد برتون             | جایی که عقاب‌ها جرئت پیدا می‌کنند | |
| ایندیانا جونز           | هریسون فورد              | ایندیانا جونز                   | سری فیلم‌های ایندیانا جونز |
| رابین هود               | کوین کاستنر              | رابین هود                       | محصول ۱۹۹۱ |
| ویلیام (ویل)            | کلینت ایستوود            | نابخشوده                        | محصول ۱۹۹۲ |
| پرات                    | کوین اسپیسی              | کی پکس                          | محصول ۲۰۰۱ |
| کاراگاه میچ             | رابرت دنیرو              | وقت نمایش                       | محصول ۲۰۰۲ |
| دکتر کینگ شولتز         | کریستف والتس             | جانگوی رها شده                  | محصول ۲۰۱۲ |
| کای                     | کیانو ریوز               | ۴۷ رونین                        | محصول ۲۰۱۳ |
| پاپ سیلوا               | رابرت دنیرو              | سرقت                            | محصول ۲۰۱۵ |
| برایان                  | لیام نیسون               | ربوده‌شده ۳                      | محصول ۲۰۱۵ |
| برنی مدوف               | رابرت دنیرو              | جادوگر دروغ‌ها                   | محصول ۲۰۱۷ |
| هرکول پوآرو             | کنت برانا                | قتل در قطار سریع‌السیر شرق       | محصول ۲۰۱۷ |
| مرد آهنی                | رابرت داونی جونیور       | انتقام جویان                    | سری فیلم‌های انتقام جویان و مرد آهنی                                                                                            |
| موری فرانکلین           | رابرت دنیرو              | جوکر                            | محصول ۲۰۱۹ |
| شاه اکبرت / پادشاه وِسکس | لاینس روچ                | سریال: وایکینگ‌ها                | محصول ۲۰۱۳ |
| تونی لیپ                | ویگو مورتنسن             | کتاب سبز                        | محصول ۲۰۱۸ |
| هیچ‌کس                   | ترنس هیل                 | به من می‌گویند هیچ‌کس             | دوبلهٔ اول |
| جو ارین                 | برت لنکستر               | ورا کروز                        | دوبلهٔ دوم، به مدیریت خودش |
| سرژ میلر                | آنتونی کوئین             | ملاقات                          | محصول ۱۹۶۴ |
| سرهنگ بن آلیسون         | کلارک گیبل               | مردان قدبلند (مردان رشید)       | محصول ۱۹۵۵ |
| سرهنگ آلن فاکنر         | ریچارد برتون             | غازهای وحشی                     | محصول ۱۹۷۸، دوبلهٔ اول؛ به مدیریت خودش                                                                                          |
| آیوانهو                 | رابرت تیلور              | آیوانهو                         | محصول ۱۹۵۲ دوبلهٔ اول؛ ۱۳۴۰ مدیر دوبلاژ احمد رسول‌زاده، استودیو دماوند دوبلهٔ دوم؛ ۱۳۵۵ مدیر دوبلاژ خسرو خسروشاهی، استودیو راما   |
| خلیل عبدالمحسن          | شان کانری                | مرد بعدی                        | محصول ۱۹۷۶ |

### بازیگران خارجی
| به جای             | در فیلم (های) |
| ------------------ | --- |
| پل نیومن           | کسی آن بالا مرا دوست دارد، گربه‌ای روی شیروانی داغ، پیروزی، تابستان گرم و طولانی، لوک خوش دست، زندگی و روزگار قاضی روی بین، جنگ سری هری فریگ، تبانی، پرندهٔ شیرین جوانی، مأمور مکینتاش، وکیل هادساکر، بیلیاردباز، تیرانداز چپ دست، آسمانخراش جهنمی، پرده پاره، بوچ کسیدی و ساندنس کید |
| مارلون براندو      | وحشی، زنده باد زاپاتا، اتوبوسی به نام هوس، در بارانداز، شیرهای جوان، سایونارا، شب روها، کنتسی از هنگ کنگ، سربازهای یک چشم، تعقیب، شعله‌های آتش، میسوری از هم می‌پاشد |
| ریچارد برتون       | کلئوپاترا، قلعه عقاب‌ها، دکتر فاستوس، چه کسی از ویرجینیا وولف می‌ترسد، رام کردن زن سرکش، همرسمیت بیرون است، نگاه شیطانی، هتل بین الملی، غازهای وحشی، موش‌های صحرا، حمله به رومل، ترور تروتسکی                                                                                          |
| بروس لی            | رئیس بزرگ، بازی مرگ، بازی مرگ ۲ |
| اد هریس            | سومین معجزه، ساعت‌ها |
| تیموتی دالتون      | روزهای روشن زندگی، جواز قتل |
| ترنس هیل           | به من می‌گویند هیچ‌کس، اگه خدا ببخشه من نمی‌بخشم، باد خشمگین، داک وست |
| دنیل کریگ          | اسکای فال، خانهٔ رؤیایی، لوگان خوش شانس |
| ارول فلین          | شاهزاده و گدا |
| رف ولونه           | دو زن |
| دواین جانسون       | امپایر استیت، به سوی ویچ مانتین، سریع وخشمگین ارائه می‌کند: هابز و شاو، جومانجی: مرحله بعدی، سن آندریاس |
| دهر مندرا          | شعله، آهسته آهسته |
| سلمان خان          | یووراج، برادر بی نظیر، با من ازدواج می‌کنی، جی هو، آزار، بابل، بادیگارد، آماده، سلام بر عشق، عاشق شدی نترس، تحت تعقیب، عروس را با خود خواهم برد، جلوه عشق، فراموشی، داره یه اتفاقایی میفته، تایگر زنده است، سلطان                                                                    |
| اجی دیوگن          | پسر سردار، جکسن اکشن، سینگهام ۲، محبوبه، ستیز |
| لیام نیسون         | ربوده شده ۳، ناشناس، مسافر همیشگی، خشم تایتان‌ها |
| مایکل کین          | شوالیهٔ تاریکی برمی‌خیزد، شن‌های روان، سفر ۲: جزیرهٔ اسرار آمیز |
| مت دیلون           | تمساح آلبینو |
| استیو ریوز         | افسانه آینیاس، دزدان دریایی مالزی |
| کرت راسل           | فرار از نیویورک، سنگ گور |
| هاوارد کیل         | هفت عروس برای هفت برادر |
| دیک ون دایک        | مری پاپینز، چیتی چیتی بنگ بنگ |
| سیلوستر استالونه   | بی‌مصرف‌ها، بی‌مصرف‌ها ۲، بی‌مصرف‌ها ۳ راکی، راکی ۲، راکی ۳، راکی ۴، راکی ۵، راکی بالبوآ، کرید، اسکار، به من برس، آدمکش‌ها، روشنایی روز، رامبو ۲، رامبو ۳، رامبو ۴، رامبو ۵، نقشه فرار ۲: جهنم، مرد خرابکار                                                                                |
| باد اسپنسر         | آره که میشه رفیق |
| کوین کاستنر        | رابین هود، روز انتخاب |
| آمیتاب باچان       | اعجوبه |
| ویکتور ماتیور      | هانیبال |
| وین دیزل           | من گناهکارم! ثابت کن، ریدریک، سریع و خشمگین ۸ |
| هیو جکمن           | ولورین، فولاد ناب، کیت و لئوپولد، لوگان، ادی عقاب، ون هلسینگ، بی نوایان، چپی، مردان ایکس |
| کوین اسپیسی        | کی پکس، بازشماری، جدایی ناپذیر، سارق حرفه‌ای |
| اندی گارسیا        | کریسمس درکانوی |
| برت لنکستر         | هفت روز در ماه می، خوی حیوانی، یوزپلنگ، وراکروز، المرگنتری، بندباز، جدال در اوکی کورال، پرنده‌باز آلکاتراز، از اینجا تا ابدیت، مرید شیطان، وحشی‌های جوان، نابخشوده، دادگاه نورنبرگ، حرفه‌ای‌ها، شکارچیان پوست سر، گذرگاه کاساندرا، جزیره دکتر مورو                                      |
| شان کانری          | انگیزهٔ عدالت، دکتر نو، گلدفینگر، گلوله آتشین، هرگز نگو هرگز، الماس‌ها ابدیند، شما فقط دوبار زندگی می‌کنید، از روسیه با عشق، قرارگاه نظامی، انجمن نجیب‌زادگان عجیب، داربی اوگیل و کوتوله‌ها، ایندیانا جونز و آخرین جنگ صلیبی، کوه نشین                                                   |
| وودی هرلسون        | سرزمین زامبی‌ها، سرزمین زامبی‌ها: شلیک نهایی، کارآگاه حقیقی (فصل ۱)، جنگ برای سیاره میمون‌ها، سه بیلبورد خارج از ابینگ، میزوری، سولو: داستانی از جنگ ستارگان، مأموران بزرگراه |
| برایان کرانستون    | گودزیلا، ایوان منحصر‌به‌فرد، پاندای کونگ‌فوکار ۳ |
| رابرت داونی جونیور | انتقام‌جویان، انتقام‌جویان: عصر اولتران، شرلوک هولمز، شرلوک هولمز: بازی سایه‌ها، کاپیتان آمریکا: جنگ داخلی، مرد عنکبوتی: بازگشت به خانه، انتقام‌جویان: جنگ ابدیت، مرد آهنی، مرد آهنی ۲، مرد آهنی ۳، انتقام‌جویان: پایان بازی، دولیتل، قاضی                                               |
| رالف فاینز         | هتل بزرگ بوداپست، هری پاتر و جام آتش، هری پاتر و محفل ققنوس، هری پاتر و یادگاران مرگ - قسمت اول، هری پاتر و یادگاران مرگ - قسمت دوم |
| بیلی زین           | تایتانیک |
| جوزف فاینز         | الیزابت |
| جیم کری            | ایس ونچورا: کارآگاه حیوانات، ایس ونچورا: هنگامی که طبیعت فرا می‌خواند، پنگوئن‌های آقای پاپر، ماسک |
| کریس ایوانز        | موبایل |
| هریسون فورد        | ایندیانا جونز و معبد مرگ، ایندیانا جونز و مهاجمان صندوق گمشده، ایندیانا جونز و آخرین جنگ صلیبی، ایندیانا جونز و قلمرو جمجمه بلورین، جنگ ستارگان: نیرو برمی‌خیزد، بلید رانر، دیوار آتش، فراری، بلید رانر ۲۰۴۹، آوای وحش                                                               |
| جود لا             | آقای ریپلی بااستعداد |
| دنزل واشینگتن      | قلب اجاره‌ای، اکوالایزر، توقف‌ناپذیر، اکوالایزر ۲ |
| کیانا ریوز         | ۴۷ رونین |
| جرج کلونی          | اعترافات یک ذهن خطرناک، ظلم تحمل‌ناپذیر |
| بروس ویلیس         | جان‌سخت، جان‌سخت ۲، جان‌سخت ۳، جان‌سخت ۴، جان سخت ۵، شغال، داستان عامه پسند، بچه، گرفتن .۴۴، آتش در ازاء آتش، بلوک ۱۶، لوپر، شیشه |
| بن افلک            | ویل هانتینگ نابغه، حقیقت تلخ، اتاق سهام، بتمن در برابر سوپرمن: طلوع عدالت، لیگ عدالت |
| مل گیبسون          | اسلحه مرگبار، اسلحه مرگبار ۲، اسلحه مرگبار ۳، اسلحه مرگبار ۴، یک‌بارمصرف‌ها ۳، بیگانه را بگیر |
| مایکل داگلاس       | پسران شگفت‌انگیز، مرد مورچه‌ای |
| روآن اتکینسون      | جانی اینگلیش، جانی اینگلیش دوباره متولد می‌شود، جانی اینگلیش دوباره حمله می‌کند |
| جیمز کان           | پدرخوانده، میزری |
| گری گوری پک        | کشور بزرگ، توپ‌های ناواران، طلای مک کانا، جدال در نیمه شب |
| رابرت دنیرو        | سرقت، سگ را بجنبان، فصل کشتن، روزی روزگاری در آمریکا، مرد ایرلندی، رفقای خوب، جوکر، جنگ با پدربزرگ |
| کلارک گیبل         | بربادرفته، ناجورها، در یک شب اتفاق افتاد، دسته فرشتگان |
| کالین فرث          | کینگزمن: سرویس مخفی، مرد راه‌آهن |
| کریستین بیل        | نابودگر ۴، کتاب جنگل |
| کنت برانا          | هملت، دانکرک، قتل در قطار سریع‌السیر شرق |
| ریتیک روشن         | گاهی خوشی گاهی غم، یکی پیدا شد، کریش، کریش ۳، آهنگ قلب من، هدف |
| سانی دئول          | بستگان، راست یا دروغ، سینگ صاحب بزرگ |
| آنتونی استفن       | به دنبال جانگو |
| یول برینر          | هفت دلاور، سلیمان و سبا، ده فرمان، سفر، دعوت به تیراندازی، موریتوری، افعی، قدرت طغیان، گل شیطان |
| استیون بوید        | بن هور، گل شیطان |
| روی شایدر          | آرواره‌ها |
| کرک داگلاس         | وایکینگ‌ها، دلیجان جنگی، برسر دو راهی، داستان‌هایی از ترس و شجاعت، اسکار |
| راجر مور           | اختاپوسی، نمایی از یک قتل |
| کلینت ایستوود      | جوسی ولز یاغی، ضریب مرگ، به خاطر چند دلار بیشتر، دو قاطر برای خواهر سارا، خوب بد زشت، قدرت مگنوم، هری کثیف، قاتلی برفراز آیگر، فریب کوگان، تازه‌کار، نابخشوده |
| لی وان کلیف        | ساباتا |
| چارلتون هستون      | نشانی از شر، ۵۵ روز در پکن |
| جان وین            | مرد آرام، ال دورادو |
| پیتر اوتول         | لورنس عربستان، بکت، تازه چه خبر پوسی کیت، آخرین امپراتور، تروا، چگونه یک‌میلیون بدزدیم |
| راسل کرو           | گلادیاتور، قطار۳:۱۰ به یوما، نوح |
| جرمی آیرونز        | خانهٔ اشباح، بتمن در برابر سوپرمن: طلوع عدالت |
| جفری راش           | زندگی و مرگ پیتر سلرز |
| جف بریجز           | ترون، لبوفسکی بزرگ |
| ونسان کسل          | مأموران مخفی |
| رابرت ردفورد       | گتسبی بزرگ، اسنیکرز |
| جیمز استوارت       | طناب |
| استیو مک کویین     | فرار بزرگ، بچه سینسیناتی |
| ژان پل بلموندو     | کلاه |
| آنتونیو باندراس    | خانهٔ اشباح، بی‌مصرف‌ها ۳ |
| مایکل فاسبندر      | مردان ایکس: کلاس اول، پرومته، بیگانه: کاوننت |
| ریچارد آرمیتاژ     | هابیت: یک سفر غیرمنتظره هابیت: نابودی اسماگ هابیت: نبرد پنج سپاه |
| لارنس فیشبرن       | ماتریکس، بارگذاری مجدد ماتریکس، انقلاب‌های ماتریکس |
| جیم گافیگان        | هتل ترانسیلوانیا ۳ |
| کریستف والتس       | حرامزاده‌های لعنتی - جانگوی زنجیر گسسته |
| آرنولد شوارتزنگر   | وی ۲: سفر به چین، نابودگر: سرنوشت تاریک |
| جیسون استاتهام     | ۱۳ |
| جیمز پیورفوی       | سولومون کین |

## بازیگری

### سینما
- آقای شانس (۱۳۳۸)
- آرشین مالالان (۱۳۳۹)
- دختر همسایه (۱۳۴۰)
- بندرگاه عشق (۱۳۴۶)
- فیتیله و ماه پیشونی (۱۳۹۰)
- قلاده‌های طلا (۱۳۹۰)
- قصه عشق پدرم (۱۳۹۱)
- این سیب هم برای تو (۱۳۹۳)
- ترمینال غرب (۱۳۹۵)

### تلویزیون
- سلمان فارسی
- هیولا، سریال ایرانی به کارگردانی مهران مدیری
- عبور از پاییز
- یلدا[۱۳]
- نوشدارو
- مسابقه ستاره بیست (داور)
- جادوی صدا (داور)
- معمای شاه
- هنر دوبله

### تئاتر
- بر فرس تندرو، صداپیشگی تئاتر، برج میلاد تهران، کارگردان محسن معینی ۱۳۹۲[۱۴]
- پدر، بازیگر، پردیس تئاتر شهرزاد، کارگردان محمود زنده نام ۱۳۹۶[۱۵]

## یادداشت
1. ↑  سال ۱۳۱۹، تاریخ ثبت شدهٔ تولد در شناسنامهٔ[۱] چنگیز جلیلوند است که با دو تاریخ از زبان خودِ شخص، مغایرت دارد. چنگیز جلیلوند در مصاحبهٔ اختصاصی موزه سینمای ایران (تاریخ شفاهی)، سال تولد خود را ۱۳۱۷،[۲] و در برنامهٔ دورهمی سال تولد خود را ۱۳۱۹ گفته بود. با این حال بر روی سنگ قبر او، سال تولدش۱۳۱۹ ثبت شده[۳]